# St. Josef – St. Lukas
Die Kirche St. Josef und St. Lukas ist die Hauptpfarrkirche der römisch-katholischen Kirchgemeinde St. Josef – St. Lukas Neubrandenburg im Dekanat Neubrandenburg des Erzbistums Hamburg. Bauingenieur Ulrich Müther (Binz) entwarf die beiden doppelt-gekrümmten Hyparschalendächer für das Kirchenschiff sowie für das Pfarrhaus und Architekt Dietrich Otto (Binz) die drei Bauwerke mit dem Glockenturm. Das Bauensemble steht unter Denkmalschutz.

## Geschichte
Nach dem Ende des Zweiten Weltkriegs wuchs die katholische Gemeinde in Neubrandenburg durch Kriegsflüchtlinge und Heimatvertriebene so stark an, dass die bisherige Kirche St. Joseph zu klein wurde. Darüber hinaus stand die alte Kirche einer geplanten und dann doch nicht verwirklichten Straßenerweiterung im Wege. Nach langjährigen Verhandlungen mit der Stadt wurde erst in den 1970er Jahren die Genehmigung für einen Neubau erteilt und der Gemeinde Bauland am damaligen Stadtrand angeboten. Am neuen Standort in der Heidmühlenstraße befand sich bis 1960 die Heidmühle.
Nach den Plänen der Architekten Dietrich Otto (Vorentwurf) und Erhard Russow (Ausführungsplanung) begann Ulrich Müthers Bauunternehmen 1977 mit der Errichtung. Den Innenraum gestaltete der Architekt Harald Heyde, die Glasarbeiten stammen von Christof Grüger. Die Kirchweihe vollzog am 18. Oktober 1980 Bischof Heinrich Theissing. Der damalige Pfarrer in Neubrandenburg war Norbert Werbs, später Weihbischof im Erzbistum Hamburg.
2021 wurde eine Dachsanierung mit Förderung des Landesförderinstituts Mecklenburg-Vorpommern, des Erzbistums Hamburg, der Deutschen Stiftung Denkmalschutz und privaten Spenden durchgeführt.
Die Stadt führt die Kirche auf der Liste der Baudenkmale in Neubrandenburg. Die Kirche St. Josef und St. Lukas ist nach der 1969 errichteten Stadthalle der zweite Schalenbau Müthers in Neubrandenburg.

## Gebäude
Die Dächer für das zwölf Meter hohe Kirchenschiff und für das Pfarrhaus sind doppelt gekrümmte Schalenkonstruktionen. Erhard Russow lockerte den ersten Entwurf mit einer nahezu geschlossenen Klinkermauer zur heutigen Außenfassade mit vertikalen Fensterbändern auf, die viel mehr Licht und Luft hereinlassen.
Die Orgel umfasst 17 Register mit 1116 Pfeifen auf zwei Manualen und einem Pedal. 1988 erbaute sie die Firma Jehmlich aus Dresden, damals noch ein volkseigener Betrieb.
Der baulich solitäre Kirchturm (Campanile) steht nordwestlich vom Kirchenschiff. Er ist 28 Meter hoch. Das Geläut besteht aus vier Glocken.
Auf dem Kirchengrundstück befinden sich neben dem Pfarrhaus – unmittelbar neben der Kirche – weitere soziale Einrichtungen (Kindertagesstätte St. Nikolaus, Altenheim Elisabeth Rivet).